# Platycoelia confluens
Platycoelia confluens är en skalbaggsart som beskrevs av Ohaus 1904. Platycoelia confluens ingår i släktet Platycoelia och familjen Rutelidae. Inga underarter finns listade i Catalogue of Life.